# Wittenstein Activiteitencentrum
Het Wittenstein Activiteitencentrum is een museum in de Estse stad Paide, dat aan de hand van theatervoorstellingen en workshops bezoekers het leven laat ervaren in de 19e eeuw. Het museum opende zijn deuren in de zomer van 2022. De naam Wittenstein is afgeleid van de oude Baltisch-Duitse naam voor Paide. Het museum wordt samen met Kasteel Paide beheerd door het Järvamaa-museum.
Järvamaa-museum · Kasteel Paide · Wittenstein Activiteitencentrum